# Hmeljnička oblast
Hmeljnička oblast (ukrajinski: Хмельницька область, Khmeljnyts’ka oblast, Khmeljnycchyna) oblast je koja se nalazi se u zapadnoj Ukrajine. Upravno središte oblasti je grad Hmeljnicki.

## Zemljopis
Hmeljnyčka oblast ima ukupnu površinu 20.645 km2 te je 19. oblast po veličini, u njoj živi 1.430.800 stanovnika te je prema broju stanovnika 14. oblast po veličini u Ukrajini. 729.600 (51 %) stanovnika živi u urbanim područjima, dok 701.200 (49 %) stanovnika živi u ruralnim područjima.
Hmeljnička oblast graniči na jugu s Černiveckom, na zapadu s Ternopiljskom oblasti, na istoku graniči s Viničkom i Žitomirskom oblasti, dok je na sjeveru graniči s Rivanjskom oblasti

## Stanovništvo
Ukrajinskim jezikom kao materinjim govori 95,2 %  stanovništva što je za 3,9 % više nego prema popisu iz 1989. godine, dok ruskim jezikom kao materinjim govori 4,1% stanovništva.

## Administrativna podjela
Hmeljnička oblast dijeli se na 20 rajona i 13 gradova od kojih njih četiri ima viši administrativni stupanj, također oblast ima i 24 mala grada i 1416 naselja.

## Vanjske poveznice
- Službena stranica oblasti

### Ostali projekti
|  | Zajednički poslužitelj ima još gradiva o temi Hmeljnička oblast |